# Marie-Henriettebron

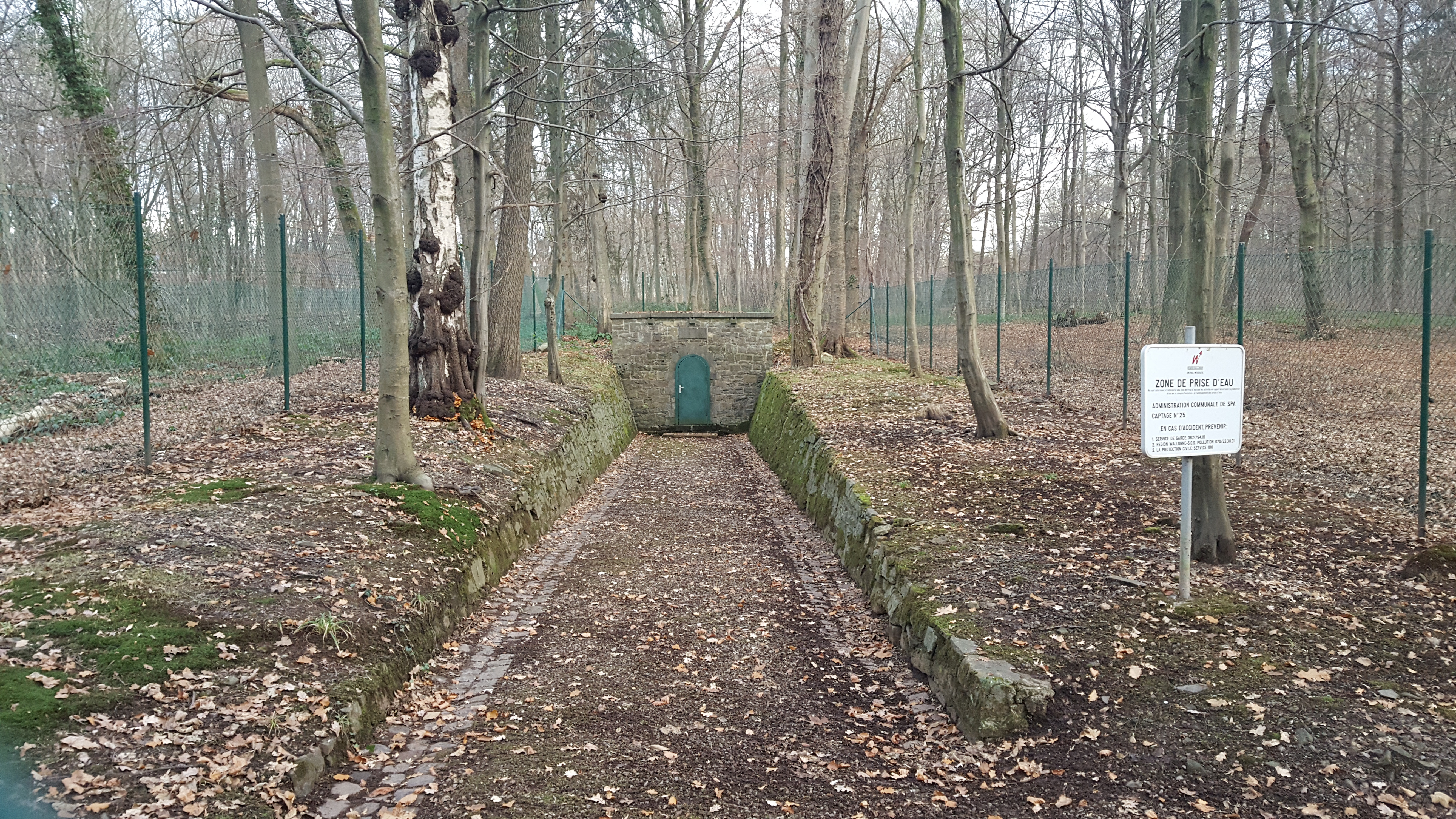
Marie-Henriettebron

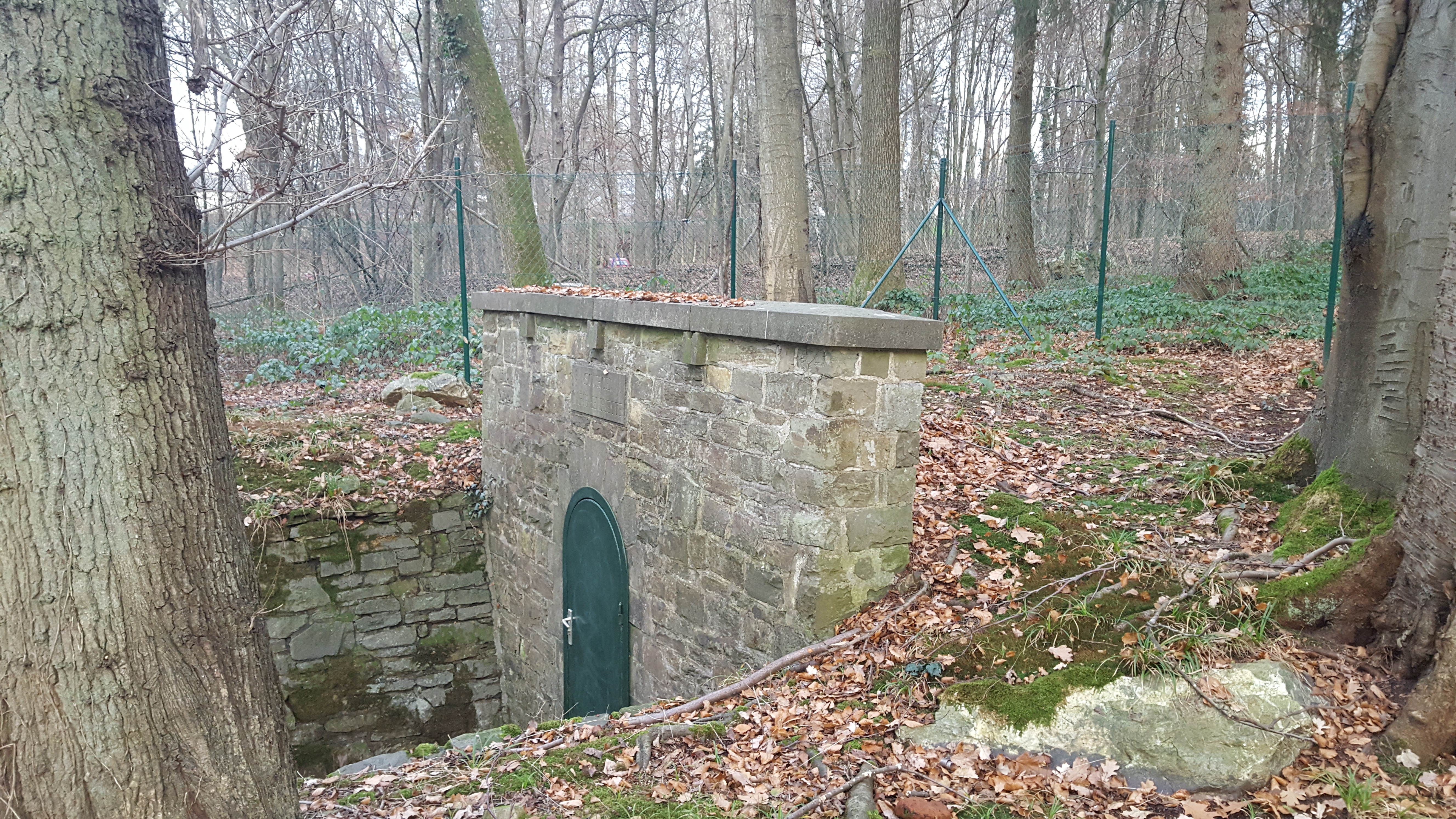

De Marie-Henriettebron (Frans: Source Marie-Henriette) is een bron in de Belgische gemeente Jalhay. Op ongeveer 50 meter stroomt er langs het bronhuisje de beek de Soyeureux die de grens vormt tussen de gemeenten Jalhay en Spa, een grens die dwars door het dorpje Nivezé loopt. De Marie-Henriettebron is een van de twee bronnen van Spa Monopole die in de gemeente Jalhay ligt, samen met de Wellingtonbron, die op ongeveer 200 meter naar het zuidoosten ligt. Ook de Tonneletbron ligt in Nivezé, maar die ligt in het deel van de gemeente Spa.
De bron ligt achter de hoofdweg Nivezé Bas aan het uiteinde van de Chemin de la Fontaine. Ongeveer 250 meter naar het noordwesten ligt het meer Lac de Warfaaz.
Het bronwater wordt gewonnen door Spa Monopole en wordt verkocht onder de naam "Spa Finesse". Het water van de Marie-Henriettebron is ijzerhoudend en koolzuurhoudend en is van een vergelijkbaar type als die van de Barisartbron.
De bron is vernoemd naar reine Marie Henriëtte van Oostenrijk, de tweede koningin der Belgen.

## Geschiedenis
In 1867 werden de thermen van Spa aangelegd, maar de vraag was hoe die baden gevoed moesten gaan worden. Een inspecteur van de mijnen uit Frankrijk werd gevraagd om een manier te vinden om de thermen van mineraalwater te voorzien. Deze man richtte uiteindelijk zijn aandacht op Nivezé waar hij 23 plekken vond met ijzerhoudende water van goede kwaliteit. Er werd toen een artesische put gegraven die de verschillende plekken verenigde.
In 1930 kon de Marie-Henriettebron met een dagelijkse uitstroom van 375 m³, de behoefte in de thermen van Spa niet langer aan en werd de 65 m³ van de Wellingtonbron toegevoegd. Het bronwater van beide bronnen wordt sindsdien via een pijplijn samen naar de baden getransporteerd. Door een groeiende behoefte naar bronwater bleek ook die volume enkele jaren later te beperkt en werd ook het bronwater van Tonneletbron er bijgevoegd. Omdat de drie bronnen uit dezelfde aquifer komen hebben de bronnen hetzelfde kwaliteit bronwater.

## Constructie
De gegraven artesische put heeft een diepte van 19,6 meter. Deze buis is aangesloten op een buis van 2850 meter lang die het water naar de thermen van Spa transporteert. Het brongebouw ligt grotendeels ondergronds en wordt aan één zijde afgesloten door een gevel opgetrokken in natuursteen. Boven de toegangspoort is een steen ingemetseld met de naam van deze bron, Source Marie-Henriette.